# Just Stand Up!
A Just Stand Up! egy jótékonysági dal, melyet több pop-, R&B-, rock- és countryénekes adott elő a Stand Up to Cancer (Állj ki a rák ellen) műsor részeként. Az egy dal kedvéért összeállt sztárcsapat neve Artists Stand Up to Cancer (Művészek kiállnak a rák ellen) volt.
A dal Antonio „L.A.” Reid amerikai zeneszerző és producer ötlete volt, miután találkozott a Stand Up to Cancer alapítójával. Reid és Kenneth „Babyface” Edmonds voltak a dal producerei. A kislemez 2008. augusztus 21-én jelent meg.
A koncertet, melyen az énekesek előadták a dalt, 2008. szeptember 5-én egyszerre sugározta az ABC, a CBS és a NBC. Itt a dal minden énekese fellépett, kivéve LeAnn Rimest, Sheryl Crowt és Melissa Etheridge-et, de csatlakozott hozzájuk Nicole Scherzinger, aki Sheryl Crow szövegét énekelte. A koncertváltozat kicsit különbözik a stúdióváltozattól. Videóklip nem készült a dalhoz, de a koncertfelvétel letölthető az iTunes-ról.
A dal az amerikai Billboard Hot 100 78. helyén nyitott a szeptember 13-án kezdődő héten. A következő héten ebből a dalból kelt el a legtöbb és felugrott a 11. helyre, a következő héten azonban ismét lecsúszott, a 36. helyre. A Billboard Pop 100 slágerlistán a 18. helyig jutott. A brit kislemezlistán a 39. helyen nyitott, és a 26. helyig jutott, a Canadian Hot 100-on a szeptember 11-ével kezdődő héten a 10. helyen nyitott a letöltések alapján.

## Előadók
- Beyoncé Knowles
- Keyshia Cole
- Mariah Carey
- Mary J. Blige
- Rihanna
- Carrie Underwood
- Fergie
- Sheryl Crow (csak a stúdióváltozaton)
- Melissa Etheridge (csak a stúdióváltozaton)
- Leona Lewis
- Natasha Bedingfield
- Miley Cyrus
- LeAnn Rimes (csak a stúdióváltozaton)
- Ashanti
- Ciara
- Nicole Scherzinger (csak a koncertváltozaton)

## Dallista
1. Just Stand Up!
2. Just Stand Up! (videófelvétel)

## Helyezések
| Slágerlista (2008)                  | Legmagasabb helyezés |
| ----------------------------------- | -------------------- |
| Ausztrál ARIA kislemezlista         | 38                   |
| Brit kislemezlista                  | 26                   |
| Japán Hot 100                       | 85                   |
| Kanadai Hot 100                     | 10                   |
| Olasz FIMI kislemezlista            | 7                    |
| Svéd kislemezlista                  | 51                   |
| Új-zélandi RIANZ kislemezlista      | 19                   |
| USA Billboard Hot 100               | 11                   |
| USA Billboard Hot R&B/Hip-Hop Songs | 57                   |
| USA Billboard Pop 100               | 18                   |